# Zygodon rufescens
Zygodon rufescens är en bladmossart som beskrevs av Brotherus in Paris 1906. Zygodon rufescens ingår i släktet ärgmossor, och familjen Orthotrichaceae. Inga underarter finns listade i Catalogue of Life.